# Награда AVN за најбољег женског извођача године
АВН за најбољег женског извођача године је награда која се додељује порнографској глумици која је претходне године била најбоља, сваког јануара на церемонији АВН награде у Лас Вегасу, у Невади од 1993. године.

## Добитнице
| Година | Фотографија | Добитница       | Номинација |
| ------ | ----------- | --------------- | --- |
| 1993.  |             | Ешлин Гир       | |
| 1994.  |             | Деби Дајмонд    | |
| 1995.  |             | Ејжа Карера     | Тами Ен Аријана Кејтлин Ешли Мисти Рејн Шејн |
| 1996.  |             | Кејтлин Ешли    | |
| 1997.  |             | Миси            | |
| 1998.  |             | Стефани Свифт   | |
| 1999.  |             | Клои            | |
| 2000.  |             | Инари Вакс      | Клои Сабрина Џонсон Алиша Клас Моник Рејлин Серенити Александра Силк Стефани Свифт |
| 2001.  |             | Џуел Де'Најл    | Џесика Дарлин Ди Бриџет Керков Шелби Мајн Кристи Мист Александра Квин Серенити Сидни САтил Инари Вакс Ејва Винсент |
| 2002.  |             | Никита Дениз    | Клои Џуел Де'Најл Бриџет Керков Моник Тејлор Сент Клер Серенити Сидни Стил Ејва Винсент |
| 2003.  |             | Орора Сноу      | Ејприл Флауерс Бријана Бенкс Беладона Кали Кокс Никита Дениз Џуел Де'Најл Џесика Дрејк Девин Лејн Џоди Мур Обсешон Мишел Рејвен Оливија Сент Никол Шеридан Тејлор Сент Клер Сидни Стил                                                       |
| 2004.  |             | Ешли Блу        | Санрајз Адамс Беладона Џесика Дарлин Оливија Дел Рио Џуел Де'Најл Бриџет Керков Девин Лајн Ешли Лонг Кармен Лувана Џина Лин Моник Тејлор Рејн Савана Самсон Орора Сноу                                                                       |
| 2005.  |             | Лорен Финикс    | Ешли Блу Синди Крофорд Ситерија Џесика Дрејк Аријана Џоли Катја Касин Катрина Крејвен Џина Лин Џули Најт Џејна Осо Тејлор Рејн Алиша Роудс Савана Самсон Винус                                                                               |
| 2006.  |             | Одри Холандер   | Џејда Фајер Ники Хантер Рокси Џезел Аријана Џоли Дилан Лорен Мелиса Лорен Миси Монро Џија Палома Лорен Финикс Тејлор Рејн Сандра Ромејн Бритни Скај Флауер Тучи Винус                                                                        |
| 2007.  |             | Хилари Скот     | Беладона Џасмин Берн Џејда Фајер Џена Хејз Рокси Џезел Кимберли Кан Кинзи Кенер Тори Лејн Сани Лејн Шај Лав Мари Лав Сандра Ромејн Сатива Роуз Флауер Тучи                                                                                   |
| 2008.  |             | Саша Греј       | Моник Александер Кортни Камз Сторми Данијелс Џејда Фајер Џена Хејз Џеси Џејн Сани Лејн Ребека Линарес Бријана Лав Керстен Прајс Ејми Рид Савана Самсон Анет Шворц Хилари Скотс                                                               |
| 2009.  |             | Џена Хејз       | Беладона Ешлин Брук Рокси Девил Џесика Дрејк Саша Греј Џени Хендрикс Џеси Џејн Кејден Крос Сани Лејн Сани Леоне Ребека Линарес Мари Лав Џијана Мајклс Боби Стар Алексис Тексас                                                               |
| 2010.  |             | Тори Блек       | Беладона Лекси Бел Ешлин Брук Дејна Деармонд Чејс Еванс Џена Хејз Кејден Крос Џеси Џејн Амбер Рејн Ники Роудс Ен Мари Риос Кристина Роуз Боби Стар Мисти Стоун                                                                               |
| 2011.  |             | Тори Блек       | Аса Акира Моник Александер Лекси Бел Џена Хејз Кегни Лин Картер Кимберли Кејн Кејден Крос Феј Реган Кристина Роуз Енди Сан Димас Боби Стар Рајли Стил Мисти Стоун Алексис Тексас                                                             |
| 2012.  |             | Боби Стар       | Аса Акира Лекси Бел Дејна Деармонд Грејси Глам Али Хејз Џеси Џејн Кегни Лин Картер Кимберли Кејн Кејден Крос Лили Лабо Финикс Мари Шанел Престон Кристина Роуз Енди Сан Димас Алексис Тексас                                                 |
| 2013.  |             | Аса Акира       | Џеси Ендруз Ева Анџелина Лекси Бел Лили Картер Дејна Деармонд Скин Дајмонд Грејси Глам Али Хејз Кејден Крос Лили Лабо Бруклин Ли Шанел Престон Кристина Роуз Саманта Сејнт Енди Сан Димас Боби Стар Џејда Стивенс Мисти Стоун Алексис Тексас |
| 2014.  |             | Бони Ротен      | Аса Акира Аника Олбрајт Бејли Блу Дани Данијелс Дејна Деармонд Скин Дајмонд Али Хејз Реми Лакрој Мади О’Рајли Шанел Престон Рајли Рид Саманта Сејнт Шина Шо Џејда Стивенс                                                                    |
| 2015.  |             | Аника Олбрајт   | Еј Џеј Еплгејт Скин Дајмонд Дани Данијелс Зои Монро Меди О’Рајли Шанел Престон Роми Рејн Рајли Рид Бони Ротен Далија Скај Џејда Стивенс Џоди Тејлор Адријана Чечик Верука Џејмс                                                              |
| 2016.  |             | Рајли Рид       | Клио Валентин Кејша Греј Дани Данијелс Огаст Ејмс Еј Џеј Еплгејт Картер Круз Ева Ловија Аника Олбрајт Меди О’Рајли Роми Рејн Ејдра Фокс Вики Чејс Адријана Чечик Џилијан Џенсон                                                              |
| 2017.  |             | Адријана Чечик  | Кејша Греј Абела Дејнџер Огаст Ејмс Еј Џеј Еплгејт Сара Лав Аника Олбрајт Меган Рејн Рајли Рид Вероника Родригез Ејдра Фокс Шанел Харт Вики Чејс Катрина Џејд Џилијан Џенсон                                                                 |
| 2018.  |             | Анџела Вајт     | Џина Валентина Кејша Греј Абела Дејнџер Огаст Ејмс Ева Ловија Рајли Рид Лана Роудс Џеса Роудс Наталија Стар Холи Хендрикс Ејдра Фокс Адријана Чечик Катрина Џејд Елса Џин                                                                    |
| 2019.  |             | Анџела Вајт     | Џина Валентина Хани Голд Абела Дејнџер Џил Касиди Абигејл Мак Аријана Мари Кира Ноар Витни Рајт Рајли Рид Киса Синс Кристен Скот Адријана Чечик Катрина Џејд Елса Џин                                                                        |
| 2020.  |             | Анџела Вајт     | Карма Арекс Џејн Вајлд Емили Вилис Абела Дејнџер Џоана Ејнџел Алина Лопез Абигејл Мак Кира Ноар Витни Рајт Кензи Ривс Рајли Рид Кристен Скот Ана Фокс Адријана Чечик                                                                         |
| 2021.  |             | Емили Вилис     | Џејн Вајлд Анџела Вајт Абела Дејнџер Џија Дерза Џијана Диор Кајлер Квин Алина Лопез Кира Ноар Кензи Ривс Наоми Свон Ана Фокс Ема Хикс Адријана Чечик Кена Џејмс                                                                              |
| 2022.  |             | Џијана Диор     | Вана Бардо Џејн Вајлд Анџела Вајт Емили Вилис Џија Дерза Ејден Ешли Ејвери Кристи Кира Ноир Кензи Ривс Скарлит Скандал Алексис Теј Ема Хикс Лулу Чу Кена Џејмс                                                                               |
| 2023.  |             | Кира Ноар       | Вана Бардо Лили Бел Блејк Блосом Савана Бонд Џејн Вајлд Анџела Вајт Џијана Диор Ејден Ешли Ана Клер Клаудс Меди Меј Ејприл Олсен Алексис Теј Ана Фокс Кена Џејмс                                                                             |
| 2024.  |             | Вана Бардо      | Лили Бел Блејк Блосом Анџела Вајт Џенифер Вајт Никол Доши Ејнџел Јангс Ана Клер Клаудс Меди Меј Кира Ноар Кајли Рокет Алексис Теј Ана Фокс Лулу Чу Лиз Џордан                                                                                |
| 2025.  | —           | Ана Клер Клаудс | Вана Бардо Лили Бел Блејк Блосом Џулз Блу Анџела Вајт Џенифер Вајт Никол Доши Ејнџел Јангс Шанел Камрин Чери Кис Кира Ноар Вилоу Рајдер Октејвија Ред Лиз Џордан                                                                             |